# Lunca (Vârfu Câmpului), Botoșani
Lunca este un sat în comuna Vârfu Câmpului din județul Botoșani, Moldova, România. Satul Lunca are în componență alte două sate pe care le-a încorporat în timp: Satu Mare și Mesteacăn, având aproximativ 1500 locuitori.
Localitatea este așezată pe un teren arid cu un asolament nisipos, având o slabă dezvoltare economică.